# Projektwerkstatt
Der Begriff der Projektwerkstatt beschreibt vornehmlich die Organisation von eigenen Projekten einer  Gruppe von Schülern oder Studierenden an Universitäten oder anderen Einrichtungen. Der wesentliche Unterschied im Gegensatz zu der konventionellen Methode der Wissensvermittlung durch Lehren besteht darin, dass Gruppen Lernstoff anhand ihrer eigenen Interessen und Erfahrungen selbstbestimmt im Team erarbeiten können. Die Projekte können vielfältig und sowohl technischer, wie auch sozialer oder ökonomischer Natur sein, etwa Fahr- und Flugzeugbau oder Umweltschutz.

## Geschichte
Die Entstehung des Konzeptes geht auf 1985 zurück, als zahlreiche studentische Initiativen an Hochschulen, z. B. der Technischen Universität Berlin, die Bildung eigener Projektwerkstätten einleitete. Heute bieten zahlreiche Hochschulen ihren Studenten die Mitarbeit und finanzielle Unterstützung von Projektwerkstätten auf ihren Fachgebieten an.

## Technik
Vor allem die technischen Hochschulen bieten Veranstaltungen im Bereich von Modell- und Maschinenbau, aber auch im Bereich Computer und Softwaredesign an. An der Technischen Universität Berlin gab es zum Beispiel 2010 bis 2014 die Projektwarkstatt NaWaRo-Fahrrad, bei der es um die Entwicklung von Fahrradrahmen und -teilen aus Bambus und anderen Nachwachsenden Rohstoffen ging. 

## Umwelt
Ab 1990 entstanden aus der sich immer mehr außerhalb der Umweltverbände organisierenden Jugendumweltbewegung in verschiedenen Orten „Aktionsplattformen“: Umwelt- oder Projektwerkstätten, wie sie sich – je nach thematischen Schwerpunkten – nannten. Die erste Projektwerkstatt entstand im November 1989 unter dem Namen Naturschutz-Öffentlichkeitswerkstatt im Alten Bahnhof Trais-Horloff. Wenige Monate später trug sie einen neuen Namen: „Projektwerkstatt Alter Bahnhof Trais-Horloff“ – die heutige Projektwerkstatt in Reiskirchen-Saasen (1993 umgezogen). 1990 entstanden aber schnell weitere, unter anderem die Umweltwerkstatt Wetterau in Niddatal-Assenheim, dann die Jugendumweltbüros und Umweltwerkstätten in Städten Niedersachsens. Bis 1992 waren rund 40 solcher offener Räume entstanden. Das Wort „Projektwerkstatt“ war Programm für die Häuser und Räume: Prägend waren Werkstätten, in denen an Projekten gearbeitet werden kann.
Die meisten der Werkstätten kooperierten auf gleichberechtigter Ebene. Es gab keinen Verband, kein Koordinierungsgremium, sondern verschiedene Aktionen, Rundbriefe, die beginnende gemeinsame Internetseite Virtuelle Projektwerkstatt, die heute eine breite Aktions- und Themenplattform ist, aber immer noch die alten Teile, etwa Karten mit den eingezeichneten Projektwerkstätten enthält. Der „Deutsche Umwelttag von unten“ war 1992 ein umfangreiches gemeinsames Projekt, das inhaltlich und organisatorisch eine bedeutende Gegenposition zum staats- und wirtschaftsnahen Mainstream in den deutschen Umweltverbänden darstellte. 1993 stellte das Umweltfestival AufTakt in Magdeburg den zahlenmäßigen Höhepunkt der sich hauptsächlich in Projektwerkstätten organisierenden Jugendumweltbewegung dar.
Als Mitte der 1990er Jahre die Modewellen Agenda 21 und Nachhaltigkeit durch die Umweltbewegungen zogen, fanden sich einige Umwelt- und Projektwerkstätten dort wieder – während andere die Opposition in der Umweltbewegung und damit auch zu den großen Verbänden bildeten.
Ende der 1990er Jahre verlagerten sich die Kontakte und Kooperationen zwischen den Projektwerkstätten auf die verschiedenen Strömungen, die allerdings wiederum Kontakte zu anderen Teilen sozialer Bewegung aufbauten: Die unabhängigen, sich zum Teil sogar in ihrer Ablehnung von interner und gesellschaftlicher Herrschaft radikalisierenden Projektwerkstätten beispielsweise mit anarchistischen und internationalistischen Gruppen, die anderen mit den NGOs oder sogar der Partei Die Grünen, als deren Opposition sie eigentlich mal entstanden waren. Erstere beteiligten sich unter anderem stark am Widerstand gegen die Expo 2000 und bildeten als Netzwerk eine kritische Stimme mit klarer Kritik an Nachhaltigkeit, kapitalistischer Umweltschutzstrategie (z. B. ethische Geldanlagen) und autoritärer Verbotspolitik wie Schutzgebiete weiter einen Gegenpol zum Mainstream-Umweltschutz. Bis heute aktive und teils auch überregional bekannte Projektwerkstätten dieser Strömung bestanden in Bad Oldesloe, der Roten Flora in Hamburg, der KTS in Freiburg oder Reiskirchen-Saasen. Einige existieren heute noch. Zweitere waren in basisdemokratischen Netzwerken (z. B. Umfeld der Graswurzelrevolution) oder zunehmend mehr in den Umweltverbänden aktiv. Am dauerhaftestes blieben die Jugendumweltbüros in Niedersachsen erhalten, von denen sich die Umweltwerkstatt in Verden zu einem mit erheblichen Geldmitteln aufgebauten Ökozentrum entwickelte, aus dem heraus der deutsche Verband Attac gegründet wurde. Die Unterschiedlichkeit der Strömungen dokumentiert sich durch das einzige im deutschsprachigen Raum erschienene Attac-kritische Buch Mythos Attac, das in der Projektwerkstatt in Reiskirchen-Saasen entstand.
Heute sind viele umweltorientierte Projektwerkstätten verschwunden.